# Wodospad Szklarki
Wodospad Szklarki (niem. Kochelfall) – drugi co do wysokości, po Wodospadzie Kamieńczyka (27 m wysokości) wodospad w polskich Karkonoszach, położony na wysokości 525 m n.p.m. w granicach administracyjnych Piechowic.

## Położenie
Wodospad Szklarki usytuowany jest na wysokości 525 m n.p.m.  i ma 13,3 m wysokości. Jego wody spadają szeroką kaskadą, charakterystycznie zwężającą się ku dołowi i skręcającą spiralnie, gdzie tworzy kocioł eworsyjny. Wodospad oraz jego otoczenie stanowią eksklawę Karkonoskiego Parku Narodowego. Do wodospadu od parkingu prowadzi szeroka dróżka kończąca się platformą widokową. Wejście na teren Parku Narodowego jest płatne. Wodospad dostępny jest dla osób niepełnosprawnych poruszających się na wózkach.
Z lewej strony wodospadu znajdują się marmity, czyli zagłębienia w dnie powstałe w wyniku eworsji.
Po raz pierwszy wodospad opisano w średniowieczu, często uwieczniano go na obrazach i rycinach. Na przełomie XVIII i XIX w. był już uznaną atrakcją turystyczną. M. in. latem 1800 r. odwiedził go w czasie swej podróży po Dolnym Śląsku ówczesny amerykański poseł w Prusach, późniejszy prezydent USA John Quincy Adams. W 1868 roku przy wodospadzie powstała gospoda, obecne schronisko „Kochanówka”. W XIX w. jedną z atrakcji była możliwość regulowania przepływu wody, która napływała do wodospadu, a następnie spuszczanie jej.

## Szlaki turystyczne
- Okrężny wokół Szklarskiej Poręby
- Piechowice – schronisko PTTK „Pod Łabskim Szczytem”[1]